# Saint-André-d'Olérargues
Saint-André-d'Olérargues är en kommun i departementet Gard i regionen Occitanien i södra Frankrike. Kommunen ligger i kantonen Lussan som tillhör arrondissementet Nîmes. År 2022 hade Saint-André-d'Olérargues 444 invånare.

## Befolkningsutveckling
Antalet invånare i kommunen Saint-André-d'Olérargues
Referens:INSEE